# بدشات لی
بدشات لی (به انگلیسی: Badshot Lea) یک روستا در بریتانیا است که در ساری واقع شده‌است. بدشات لی ۱٬۵۰۹ نفر جمعیت دارد.